# Robert Reed
Robert Reed (Highland Park, Illinois, 1932. október 19. – Pasadena, Kalifornia, 1992. május 12.) amerikai színpadi, filmes és televíziós karakterszínész.
Az első nagy áttörést az 1960-as években sugárzott népszerű tévésorozat, a  The Defenders hozta meg számára, amelyben Kenneth Prestont játszotta, E.G. Marshall partnereként. Legemlékezetesebb az apa megformálása volt az 1970-es Brady Bunch című  sitcomban. Visszatérő szereplő volt a Mannixban, Adam Tobias hadnagyot alakítva.

## Fiatalkora
A család egyetlen gyermekeként született Illinois-ban. Apja a kormánynak dolgozott, anyja háziasszony volt. Az egyetemen Shakespeare tanulmányokat végzett. Apja lehetővé tette fia számára, hogy egy mezőgazdasági pulykatermelő telepen dolgozzon, ám ő maga utálta munkáját, hisz inkább a   színészet vonzotta. John különböző iskolák amatőr színpadain  lépett fel, ahol munkájára felfigyeltek, és mint lemezlovas kapott állást.  Itt híreket és reklámokat is olvasott fel. John 1950-ben végezte el a középiskolát, ahol a drámatanára javaslatára színházi képzésre jelentkezett, a Northwestern főiskolára, bár szülei ezt ellenezték. Itt tagja volt a Beta Theta Pi társulatnak, majd a londoni Royal Academy of Dramatic Art hallgatója lett. John az egyetemen több mint 8 alkalommal volt főszereplő különböző kisebb darabokban, emellett elvégezte a Shakespeare stúdiumot is. Az egyetemen sikeresen tanult, itt szembesült azzal, hogy homoszexuális. Ezt titokban tartotta, és csak legjobb barátjának árulta el. Mikor színész lett, felvette a Robert Reed művésznevet.

## Reed, az ismert karakterszínész
Először vendégszereplőnek kérték fel a Father Knows Best c. sorozatba, ami miatt megkapta a The Defenders  főszerepét. Emellett sok népszerű  sorozatban szerepelt, mint például a Men into Space, Family Affair, Ironside, The Mod Squad, Bob Hope Presents The Chrysler Theatre, Lawman, több epizódban játszott a  Love, American Style, Chase, Harry O, McCloud, Jigsaw John, The Streets of San Francisco, Barnaby Jones, Crazy Like a Fox, The Paper Chase sorozatokban és másokban.

## A Brady Bunch
A Paramount Pictures és az ABC is egyaránt felajánlott Reednek egy szerződést 1968-ban. Egy olyan sorozatról lett volna szó, amelyikben egy özvegy férfi 3 fiával és egy elvált nő 3 lányával él együtt. Reed valójában a második választás volt Mike Brady szerepére, mivel az eredetileg Gene Hackmané lett volna, de abban az időben ő túlságosan ismert volt, ezért a szerepet Reed kapta meg. A női főszereplő Florence Henderson színész és énekesnő lett, miután legjobb barátnője elnyerte az ABC akkor induló sorozatának női főszerepét. Az ABC-s sorozatot egy évvel később mutatták be, akárcsak a Brady Bunchot. A sorozat még nagyobb sikernek örvendett, amikor a szobalány szerepét Ann B. Davis kapta meg. A többi színész ismeretlen volt. Reed egyébként nem szerette sorozatbeli karakterét, hiszen csak egy buta sitcom figurának gondolta. Az eredeti megírt karakter, Mike Brady, Reed véleményével ellentétben családszerető volt. Reedet különösen megdöbbentette a sorozat utolsó része, ezért kérte, hogy változtassák meg Mike karakterét, azonban erre a producer nem volt hajlandó, emiatt törölték a sorozatot. A sorozat készítői tudták, hogy Reed homoszexuális, hiába is flörtölt munkatársaival, de nyíltan senki sem merte erről megkérdezni. A '70-es években a szereplők között hallgatólagos megállapodás volt abban, hogy tartsák titokban Robert homoszexualitását.

## A Brady Bunch után
1974-ben, miután véget ért a Brady Bunch, különböző szerepeket kapott televíziós talkshowkban. Reed elnyerte a kritikusok elismerését, amikor a Medical Centerben orvost alakított az egyik kétrészes epizódban. Vendégszerepelt az eredeti Hawaii Five-O, Charlie's Angels, Galactica 1980, Vega$, and Murder, She Wrote c. műsorokban. Ő alakította a Nurse c. sorozatban 1981 és 1982-ben Dr.Adam Roset. 1986-ban egy szappanoperában alakította Lloyd Kendallt a Search for Tomorrowban. 1971-ben Reedet beperelte az Angol tv és 2750 fontot kellett fizetnie.

## Hobbik
Reed érdeklődési körébe beletartoztak az állatok, a horgászat, a shakespeare-i költészet, és a fotózás is.

## Halála
1992-ben halt meg Kaliforniában, miután hat hónapig végbélrákban szenvedett. Annak ellenére, hogy HIV-et diagnosztizáltak nála, nem kapta meg az AIDS betegséget. Elhamvasztották, majd a Memorial temetőben temették el nagyszülei mellé. Az édesanyja, gyermekei nem voltak hajlandóak eljönni Reed emlékműavatására.

## Fordítás
- Ez a szócikk részben vagy egészben  a   Robert Reed című angol Wikipédia-szócikk fordításán alapul.  Az eredeti cikk szerkesztőit annak laptörténete sorolja fel. Ez a jelzés csupán a megfogalmazás eredetét és a szerzői jogokat jelzi, nem szolgál a cikkben szereplő információk forrásmegjelöléseként.